# Аист-2Д
Аист-2Д — малый космический аппарат, предназначен для проведения научных экспериментов, а также для отработки и сертификации целевой аппаратуры дистанционного зондирования Земли (ДЗЗ), обеспечивающей аппаратуры и их программного обеспечения для дальнейшего использования в перспективных разработках РКЦ «Прогресс».
По словам генерального директора РКЦ «Прогресс» Александра Кирилина, малый космический аппарат «Аист-2Д» представляет собой своеобразный «научный комбайн», который будет решать как реальные задачи по съёмке территории Земли, так и научные задачи. Проект стал участником первой пусковой кампании с космодрома Восточный, он был запущен и выведен на орбиту 28 апреля 2016 года с помощью ракеты-носителя «Союз-2.1а» одновременно с двумя другими спутниками.
На «Аист-2Д» установлена научная аппаратура «Контакт», являющаяся частью комплекса научной аппаратуры малого космического аппарата «СамСат-218».

### Научная аппаратура СГАУ
На космическом аппарате дистанционного зондирования Земли установлены приборы, созданные учёными, студентами и аспирантами Самарского государственного аэрокосмического университета.
С их помощью специалисты намерены изучить воздействие космической среды на материалы конструкции и бортовое оборудование спутника, а также исследовать потоки микрометеоритов и частиц космического мусора. Кроме того, будут отрабатываться технологии ориентации, управления и связи с космическим аппаратом.
- Масс-спектрометрический датчик ДМС-01 — в составе научной аппаратуры будет анализировать собственную внешнюю атмосферу космического аппарата (газовое окружение), с помощью чего можно будет изучить влияние факторов космической среды на качество научных, технологических экспериментов и аэродинамику спутника.
- Датчик частиц «ДЧ-01» — представляет собой мини-лабораторию, которая предназначена для изучения процессов постепенного разрушения образцов поверхностных элементов под влиянием космической среды. Аппаратура «ДЧ-01» позволит изучить процессы деградации поверхностных элементов под воздействием потоков высокоскоростных частиц, а также учесть влияние на исследуемые образцы других факторов космического пространства: потоков фотонов, ультрафиолета и собственной атмосферы спутника. Также учёные проанализируют воздействие электронов и протонов на электронные компоненты — микросхемы памяти, микроконтроллеры, антенные устройства, проверят их радиационную стойкость и эффективность установленной на них защиты.
- Магнитная система управления движением КА — (система сброса кинетического момента) будет решать задачу стабилизации спутника в пространстве.
- Компенсатор микроускорений КМУ-1 — призван обеспечить контроль состояния аппарата и компенсацию бортовых вращательных микроускорений в низкочастотной части спектра. Работая попеременно со штатной магнитной системой управления движением, КМУ-1 будет обеспечивать ориентацию спутника по вектору магнитного поля Земли.
- МЕТЕОР-М предназначен для исследования микрометеоритов и частиц космического мусора.
- Контакт-МКА — предназначен для отработки технологии связи с использованием низковысотных систем спутниковой связи «Globalstar». Авторы эксперимента планируют «звонить» на борт с помощью мобильного терминала и получать необходимую телеметрическую информацию о ходе полёта.

### Другое оборудование
Оптико-электронная аппаратура (ОЭА) видимого диапазона для дистанционного зондирования Земли «Аврора» разработки и производства Красногорского завода имени С. А. Зверева.

### Работа КА
- 11 мая было проведено первое включение целевой аппаратуры «Аврора» и сделан первый снимок земной поверхности. Система приёма и преобразования информации целевой аппаратуры и высокоскоростная радиолиния для передачи информации на Землю функционируют штатно. Специалисты РКЦ «Прогресс» проводят работы по настройке оптико-электронной аппаратуры[7].
- 24 мая были получены первые снимки со спутника[8]. Согласно отчёту, системы спутника: управления движением, терморегулирования, энергопитания, приёма и преобразования информации целевой аппаратуры и высокоскоростная радиолиния для передачи информации на Землю функционируют штатно. Работы по настройке оптико-электронной аппаратуры продолжаются.
- По состоянию на начало июля 2016 года[1] в ходе лётных испытаний оптико-электронной аппаратуры «Аврора», установленной на МКА «Аист-2Д», было отснято около 600 тысяч км² поверхности Земли. Подтверждённое разрешение изображений в панхроматическом диапазоне составило от 1,9 до 2,1 м, в мультиспектральном диапазоне — 4,4 м. Проводились тестовые включения инфракрасной аппаратуры. Специалистами филиала АО "РКЦ «Прогресс» — НПП «ОПТЭКС» проводится анализ полученных результатов для последующей настройки аппаратуры. С 4 июня 2016 года проводится работа с радиолокационным комплексом разработки Поволжского государственного университета телекоммуникаций и информатики (ПГУТИ) и настройка данной аппаратуры. Было проведено успешное включение пяти типов научной аппаратуры разработки Самарского университета, установленной на борту.
- В сентябре 2016 года аппаратурой МКА «Аист-2Д» было снято извержение вулкана Ключевская Сопка.
- На начало октября 2016 года с помощью оптико-электронной аппаратуры «Аврора» отснято более 3,5 млн км² земной поверхности, из них 1,6 млн км² территории России[9].
- По данным на апрель 2020 года отснято более 50 млн км² земной поверхности[10].